# 雷德蒙德鎮區 (密歇根州)
雷德蒙德鎮區（英語：Readmond Township）是位於美國密歇根州埃米特縣的一個行政鎮區。

## 地方資料
雷德蒙德鎮區的面積為80.40平方千米，當中陸地面積為80.40平方千米，而水域面積為0.00平方千米。根據2020年美國人口普查的數據，當地共有人口560人，而人口密度為每平方千米6.97人。